# Tamar Gendler
Tamar Szabó Gendler (20 de diciembre de 1965) es Decana de la Facultad de Artes y Ciencias de Yale, así como profesora de Filosofía en el Vincent J. Scully y profesora de Psicología y Ciencias Cognitivas en Yale University. Sus investigaciones académicas se han centrado en asuntos de psicología filosófica, epistemología, metafísica, y áreas relacionadas con metodología filosófica.

## Biografía

### Educación y ocupación
Gendler nació en 1965 en Princeton, New Jersey. Hija de Mary y Everett Gendler, este último un rabino conservador, creció en Andover, Massachusetts, donde  asistió a las escuelas públicas de Andover y la Phillips Academia Andover.
Cursó su licenciatura en la universidad de Yale, donde compitió como oradora en la Asociación de Debates Parlamentarios Estadounidenses y fue miembro de la Sociedad del Manuscrito. Se graduó summa cum laude en 1987 con Distinción en Humanidades y Matemáticas y Filosofía 
Después de licenciarse,  trabajó varios años como ayudante de Linda Darling-Hammond en el departamento de educación de la Corporación RAND en Washington D. C..
En 1996, consiguió su doctorado en Filosofía en la universidad de Harvard, con Robert Nozick, Derek Parfit y Hilary Putnam como tutores.
Gendler ha enseñado Filosofía en las universidades de Yale (1996–97), Siracusa (1997–2003) y Cornell (2003–06). En 2006 regresó a Yale como profesora de Filosofía y Presidenta de su Programa de Ciencia Cognitiva (2006–2010). El 1 de julio de 2010 fue nombrada Presidenta del Departamento de Filosofía de la universidad de Yale, siendo la primera mujer en obtener esta posición y la primera licenciada de la Universidad de Yale en presidir uno de sus Departamentos. Mantuvo esta posición hasta 2013, cuando fue nombrada Vicerrectora de Humanidades e Iniciativas.
Desde julio de 2014, Gendler ejerció como primera Decana de la Facultad de Artes y Ciencias de Yale.
Gendler está casada con Zoltan Gendler Szabo, filósofo y lingüista, profesor en su misma universidad. Tienen dos hijos.

### Distinciones honoríficas y profesionales
Gendler participó en el Programa de Becas en Humanidades de la Fundación Andrew W. Mellon, en el de la Fundación Nacional para la Ciencia, en el Ryskamp de la Federación americana de Organizaciones de Educación, en el del Instituto Escolar de Budapest para Estudios Avanzados, y en el Programa Nuevas Direcciones de Mellon. En 2012 es nombrada Profesora de Filosofía en el Vincent J. Scully en Yale. En 2013 obtuvo el 75º Premio a la Excelencia en Enseñanza en Humanidades del Sidonie Miskimin Clauss en la Universidad de Yale.
Autora de Thought Experiments: On the Powers and Limits of Imaginary Cases (Routledge, 2000) Intuition, Imagination and Philosophical Methodology (Oxford, 2010), editora o coeditora de The Elements of Philosophy (Oxford 2008), Perceptual Experience (Oxford, 2006), Conceivability and Possibility (Oxford 2002). Es también coeditora de la revista Oxford Studies in Epistemology y el Manual de Oxford de Philosophical Methodology.
Sus artículos filosóficos han aparecido en periódicos como Journal of Philosophy, Mind, Philosophical Perspectives, Mind & Language, Midwest Studies in Philosophy, Philosophical Studies, y The Philosophical Quarterly. Su ensayo: “Alief and Belief” fue seleccionado por Philosopher’s Annual como uno de los 10 mejores artículos de filosofía publicados en 2008.
Ha dado conferencias también para One Day University y como conferenciante en bloggingheads.tv donde dirige The Mind Report con Laurie R. Santos, Paul Bloom y Joshua Knobe. También está en el Consejo Asesor de la Fundación Marc Sanders, que concede premios a los trabajos más destacados en Filosofía.
El 3 de septiembre de 2013, Gendler dio el discurso inaugural al alumnado de la universidad de Yale. Su tema fue "Keeping inconsistency in your pockets."
Es especialmente conocida por su trabajo sobre experimentos mentales, imaginación—en particular sobre el fenómeno de resistencia imaginativa— y acuñar el término alief.